# 亞伯拉罕·派斯
亞伯拉罕·派斯（荷蘭語：Abraham Pais，1918年5月19日—2000年7月28日）是荷蘭出生的物理學家和物理史学家。

## 生平
派斯出生於荷蘭阿姆斯特丹的一個中產階級的猶太人家庭中的長子。他的父親伊賽哈·賈可斯·派斯（Isaiah "Jacques" Pais），是塞法迪猶太人後裔，在17世紀初由葡萄牙移民到荷蘭。他的母親卡潔·凱托·馮·克里夫（Kaatje "Cato" van Kleeff），是德系鑽石刀具工匠的女兒。他的父母在讀書時相識而一起成為了國民學校的教師。他們一起教書直到1916年12月2日派斯的母親因為結婚而辭職。派斯唯一的兄弟姐妹安妮生於1920年11月1日。在派斯的童年，他的父親曾擔任小學校長和西班牙希伯來語學校的校長。
派斯是一個聰明的學生和一個渴求閱讀的讀者，他擁有一個快樂的學習童年，也很快的融入荷蘭人的社會當中。在他十二歲時，他通過了考試進入阿姆斯特丹的學校，接受五年的基礎科目課程。他以第一名的成績完成畢業考，畢業後會講一口流利的英語、法語和德語。
1935年秋天，派斯在阿姆斯特丹大學開始了他的研究，但是在職業生涯規劃上，他並沒有一個明確的概念。他開始對精密的科學產生興趣，逐漸的將化學與物理學當作主要學科，數學和天文學為副學科。1936年冬季到1937年，派斯的生涯目標是定義在烏得勒支大學物理理論學教授喬治·烏倫貝克（George Uhlenbeck）邀請的兩門客座講習課程。
1938年2月16日，派斯被授予兩個學士學位——物理學和數學學位，還有副學位——天文學和化學。他開始在阿姆斯特丹參加研究生課程，包括物理學。但是他很快就嘗到失落感，因為他發覺那裡唯一的理論物理學教授小約翰內斯·迪德里克·凡德瓦爾（Johannes Diderik van der Waals, Jr，1910年諾貝爾經濟學獎得主約翰內斯·凡德瓦爾的兒子）對物理學的新發展頗為厭惡。派斯很快寫信給位於烏得勒支的烏倫貝克，很快獲得面試的機會。在剩下的春季學期，派斯中停阿姆斯特丹的課程，並多次前往參觀烏倫貝克的實驗室。
1938年秋天，派斯畢業於荷蘭的烏特勒支大学。1945年3月，他被蓋世太保逮捕，隨後关进监狱，直到战争结束后才被释放。他後來受聘於哥本哈根理论物理研究所，擔任尼尔斯·玻尔的助理，一年後在普林斯顿高级研究所从事研究。1956年成為美國公民。1962年，当选为美国国家科学院院士。研究领域涉及基本粒子过程、对称性及量子场论，被誉为粒子物理学的创始人之一。他的自傳名為《雙洲記：在動亂的世界中一個物理學家的生活》（A Tale of Two Continents，普林斯頓，1997）。 
1970年代末，派斯開始對記錄現代物理學的歷史感到興趣。他覺得他能夠扮演獨特的角色，因為他認識許多重要人物，而且具備足夠的語言、文化與科學知識。 
派斯最著名的作品也許是他寫的愛因斯坦傳記：《奇哉上蒼：爱因斯坦的科学与生平》（Subtle is the Lord Oxford, 1982），及其續篇《爱因斯坦当年寓此》（Einstein Lived Here, 1994）。前者獲得1983年國家圖書獎。 
他也寫過二十世紀的物理學史，如《势不可挡的深入——论物理世界中的物质和力》（Inward Bound Oxford, 1986）论述从X射线的发现开始到80年代粒子物理学的历史。
1991年，他出版《玻爾的時代：在物理學，哲學和政體》（Niels Bohr's Times, In Physics, Philosophy and Polity Oxford, 1991），描述玻爾的生活和科學貢獻。
1995年，他與勞里·M·布朗和布萊恩爵士共同編纂一套三卷的文獻集，描述現代物理學的科學和文化發展：《二十世紀物理學》（美國物理研究所和物理研究所，英國，1995 ）。同年，洛克菲勒大學授予他關於科學寫作的劉易斯·托馬斯獎。 
他的書《科學天才：肖像畫廊》（牛津大學出版社，2000）描述十七位他認識的傑出物理學家傳記，包括保羅·狄拉克、馬克斯·玻恩、沃爾夫岡·泡利、米切爾·費根鮑姆、約翰·馮·諾伊曼、瑞斯·喬斯特、伊西多·拉比，維克托·魏斯科普夫和尤金·維格納。 
派斯是在撰寫羅伯特·奧本海默的傳記時死亡的。後來由他人接手完稿，並於他死後出版，書名為《羅伯特·奧本海默：一個生命》（牛津大學出版社，2006）。直到今日，它仍是奧本海默最完整的傳記。 
美國物理協會自2005年起每年頒發亞伯拉罕·派斯物理學獎。